# Фёдоровка (Дорогобужский район)
Фёдоровка — Деревня в Дорогобужском районе Смоленской области России. Входит в состав Слойковского сельского поселения.
Население — 7 жителей (2007 год).
Расположена в центральной части области в 5 км к юго-востоку от Дорогобужа, в 7 км южнее автодороги Р134 «Старая Смоленская дорога», на берегу реки Искожа. В 26 км севернее от деревни находится железнодорожная станция Сафоново на линии Москва-Минск.

## История
В годы Великой Отечественной войны деревня была оккупирована гитлеровскими войсками в октябре 1941 года, освобождена в сентябре 1943 года.